# BBC Сахара с Майклом Пейлином
«Сахара с Майклом Пейлином» — телесериал BBC из четырёх эпизодов, представленный британским комедиантом и телеведущим Майклом Пейлином и впервые показанный в 2002 году. В нём Пейлин путешествует по Сахаре в Северной и Западной Африке. Маршрут путешествия включал следующие страны и территории: Гибралтар, Марокко, Западная Сахара, Мавритания, Сенегал, Мали, Нигер, Ливия, Тунис и Алжир.
Эти страны и вся территория Сахары огромны. Например, Алжир в четыре раза больше Франции или в три раза больше Техаса. Сахара примерно такого же размера, как Соединённые Штаты Америки, и путь составил 10 000 миль (16 000 км) и длился три месяца.
Сопроводительная одноимённая книга была написана Пейлином. Она содержала текст Майкла и множество фотографий Базиля Пао, штатного фотографа команды. Базиль Пао также выпустил отдельный фотоальбом, сделанный им во время путешествия, «Внутри Сахары», большую книгу в стиле журнала, напечатанную на глянцевой бумаге.

## Эпизоды

### «Линия на песке»
Программа начинается в Гибралтаре, который находится в нескольких милях от Африки. В Танжере, Марокко, Пейлин ездит на верблюде по пляжу, а затем играет в футбол с молодыми людьми и получает травму. Он немного оживился, посетив хаммам, общественную баню. Он посещает церковную службу в Англиканской церкви Св. Эндрюса вместе с некоторыми нигерийцами, которые пытаются получить разрешение на въезд в Европе. Он также посещает Джонатана Доусона, эмигранта-англичанина и его любимого петушка Берди.
Чтобы попасть в Сахару, нужно пройти Атласские горы. По пути Пейлин посещает Фес и становится свидетелем старинного традиционного способа покраски кожи. Затем в Марракеше он посещает местный рынок. В горах недалеко от Марракеша Пейлин посещает берберскую деревню, где знакомится с «брачным танцем». Перед тем как покинуть горы, он проходит через Айт-Бен-Хадду, старый город, который использовался в качестве локации для многих фильмов.
Наконец, достигнув Сахары в Алжире, Майкл Пейлин посещает лагерь Смара для людей, бежавших из Западной Сахары. Член ПОЛИСАРИО показывает Фронт, оборудование, в основном старые русские танки. После нескольких дней путешествия Пейлин отправляется в Мавританию, в город Зуэрат. Оттуда он садится на поезд с железной рудой на юг до Шума, затем по дороге в Атар, где он наблюдает ралли «Дакар» и беседует с Дэйвом Хэммондом, единственным оставшимся британским участником на тот момент. В заключительных титрах Пейлин упоминает, что Хэммонд поднялся на двенадцатую позицию, до того, как получил травму, от которой он медленно восстанавливался.

### «Путь в Тимбукту»
Эпизод начинается с того, что ведущий пересекает реку Сенегал, покидает Мавританию и входит в город Сен-Луи в Сенегале. Он покинул Арабскую Африку и прибыл в Чёрную Африку, где сильно ощущается влияние Франции из колониального прошлого. Майкл берёт интервью у художника Джейкоба Якубы и его жены, звезды мыльных опер, Мари-Мадлен, беседуя с ними о многожёнстве, которое здесь преобладает. Пейлин также посещает остров Горе, главный пункт отправления чёрных рабов, проданных в Америку.
Пейлин отправляется в Дакар, становится зрителем и участником ночного поединка, а затем общается с владельцем джазового кафе. Затем он садится на поезд Бамако-Экспресс до Бамако в Мали, по пути беседуя с местной женщиной о полигамии. В Бамако он общается с музыкантом Тумани Дьябате.
Майкл Пейлин посещает город Тирелли на откосе Бандиагара, где живёт народ догоны. Догоны — это племя, которое до недавнего времени держало себя в изоляции от остального мира и имеют культуру, отличную от любой другой. Находясь в племени, Пейлин получает удар пороха в лицо из старого мушкетона догонского охотника, обедает при температуре воздуха в 56 градусов Цельсия (134 градуса по Фаренгейту), становится свидетелем похоронного танца и знакомится с кузнецом, по совместительству занимающимся обрезанием у мальчиков (его жена проводит обрезание женских половых органов на девочках).

Страны, посещённые во время съёмок «Сахары»

В Дженне Пейлин разговаривает с местным жителем по прозвищу Пигми и знакомится с мусульманским ритуалом Курбан-байрам по забою овец сначала в огромной мечети, а затем в доме Пигми. В городе Мопти Майкл пытается сесть на паромную переправу вверх по реке Нигер, но низкий уровень воды делает это невозможным. Тогда, взяв меньшую и очень примитивную лодку, он встречает Кристин, норвежского христианского миссионера, который проживает в Мали на протяжении шести лет, и они говорят об обрезании женских гениталий и попытках Кристин обратить мусульман в христианство. Тогда лодка садится на мель, и становится неясно, как и когда Пейлин прибудет в Тимбукту.

### «Абсолютная пустыня»
Майкл Пейлин действительно добрался до таинственного Тимбукту, и этот эпизод начинается с вида на знаменитую мечеть, построенную из грязи. Майкл беседует с имамом, который показывает документы, свидетельствующие о том, что мусульманские учёные обнаружили, что Земля вращается вокруг Солнца, по крайней мере, за 100 лет до того, как европейцы открыли это.
После этого ведущий присоединяется к племени кочевников водабе, направляющихся в Ингал в Нигере для участия в фестивале Cure Salée («Лечение солью»). Он разговаривает с молодым человеком из племени по имени Дулла и с Селин, молодой француженкой, которая также следует за группой. Тема полигинии снова поднимается, и мы видим необычные ритуалы ухаживания у водабе. Здесь молодые девушки выбирают мужчину, которого они хотели бы попробовать, в то время как молодые люди стоят в очереди, танцуют, переглядываются и выглядят очень женственными (по западным меркам) с большим количеством макияжа.
В Tabelot Пейлин посещает оазис, где верблюдов используют для поднятия воды из глубокого колодца с помощью длинной верёвки и ведра из козьей кожи. Майкл приходит в дом к Омару, где проживают его четыре жены и 15 детей. В этот вечер перед отъездом верблюжьего каравана будет праздник.
Остальная часть эпизода следует за Майклом, когда он отправляется вслед за верблюжьим караваном по дороге через пустыню Тенере, которую французы назвали «абсолютной пустыней». Здесь нет ничего, кроме песка, песка и ещё песка. Находка дерева и тени — повод для праздника. Пейлин разделяет условия жизни с погонщиками верблюдов, гуляет с ними и трапезничает. Он пытается пообщаться с ними, но они не говорят по-английски или по-французски, и в итоге они пытаются учить друг друга своим родным языкам. Выражение «До дна!» им сильно полюбилось. Через пять дней Пейлин покидает верблюжий караван, чтобы вернуться в следующем эпизоде.

### «Опасные проливы»
Этот эпизод начинается с того, что Майкл Пейлин пересекает границу из Нигера в Алжир, пустынную границу, где нет ничего, кроме песка. Чуть севернее отсюда находятся горы Ахаггар. На Ассекреме он встаёт рано, чтобы увидеть восход солнца с высоты 9000 футов (3000 м).
Затем он садится на алжирский пассажирский самолёт и отправляется на север в Хасси-Месауд, город добычи и переработки нефти; искусственный роскошный оазис посреди пустыни. Отсюда поездка переносится в Ливию, обычно закрытую для западных съёмочных групп. Для въезда Майкл с командой BBC присоединились к туру британского ветерана, и он общается с 80-летним бывшим членом «Пустынных крыс», который вспоминает о битве при Тобруке. Он также посещает Бенгази и руины Аполлонии, некогда греческого порта, и развалины Лептис-Магны, когда-то римского города.
Покидая Ливию, Пейлин прибывает в Тунис. Он присоединяется к группе ловцов осьминогов на маленькой лодке в Джербе, наносит визит семье, которая живёт в пещерах в El Haddej (сцена из «Жития Браяна по Монти Пайтону»), и пытается выкурить кальян в кафе в Сусе. Затем он возвращается в Алжир, путешествуя по северному побережью. Здесь безопасность настолько высокая (вооружённая полиция всегда сопровождает Пейлина), что у непредвиденного практически нет шансов.
Последние два дня провёл в Сеуте, посетив управляемый Европейским союзом следственный изолятор для африканцев, пытающихся добраться до Европы, и беседует с женщиной на испанском побережье о нелегальных иммигрантах, которые умирают, пытаясь перебраться «опасными проливами» к «земле обетованной». На последних кадрах Пейлин возвращается в Гибралтар, философствуя о его положении (противостояние Испании и Британии), об обнищавшем третьем мире и изобилующем Западе.